# Igor Skliarov
Igor Ievguenievitch Skliarov (en russe : Игорь Евгеньевич Скляров), né le 31 août 1966 à Taganrog en URSS, est un footballeur soviétique et russe.

## Biographie
Sklyarov participe à la Coupe du monde des moins de 20 ans 1985 où les Soviétiques terminent quatrièmes ; il joue cinq matchs et marque un but. Il est sacré champion olympique en 1988 à Séoul. 
Cette année-là, il se marie avec la gymnaste artistique Natalia Yurchenko, avec laquelle il a une fille, Olga, née en 1989. Après sa fin de carrière en 1999, il quitte la Russie avec sa famille pour s'installer aux États-Unis.
Sklyarov reçoit une sélection en équipe de Russie lors de l'année 1993.

## Statistiques
| Saison                | Club                  | Championnat           | Championnat | Championnat | Coupe(s) nationale(s) | Coupe(s) nationale(s) | Compétition(s) continentale(s) | Compétition(s) continentale(s) | Compétition(s) continentale(s) | Total | Total |
| Saison                | Club                  | Division              | M.          | B.          | M.                    | B.                    | Comp.                          | M.                             | B.                             | M.    | B.    |
| 1982                  | Torpedo Taganrog      | D3                    | 4           | 0           | -                     | -                     | -                              | -                              | -                              | 4     | 0     |
| Sous-total            | Sous-total            | Sous-total            | 4           | 0           | -                     | -                     | -                              | -                              | -                              | 4     | 0     |
| 1983                  | SKA Rostov            | D2                    | 3           | 0           | -                     | -                     | -                              | -                              | -                              | 3     | 0     |
| 1984                  | SKA Rostov            | D1                    | 15          | 1           | -                     | -                     | -                              | -                              | -                              | 15    | 1     |
| 1985                  | SKA Rostov            | D1                    | 13          | 0           | -                     | -                     | -                              | -                              | -                              | 13    | 0     |
| 1986                  | SKA Rostov            | D2                    | 27          | 2           | 2                     | 0                     | -                              | -                              | -                              | 29    | 2     |
| Sous-total            | Sous-total            | Sous-total            | 58          | 3           | 2                     | 0                     | -                              | -                              | -                              | 60    | 3     |
| 1987                  | Dynamo Moscou         | D1                    | 21          | 0           | 4                     | 0                     | C3                             | 4                              | 0                              | 29    | 0     |
| 1988                  | Dynamo Moscou         | D1                    | 24          | 0           | 2                     | 0                     | -                              | -                              | -                              | 26    | 0     |
| 1989                  | Dynamo Moscou         | D1                    | 20          | 0           | 7                     | 0                     | -                              | -                              | -                              | 27    | 0     |
| 1990                  | Dynamo Moscou         | D1                    | 21          | 1           | 6                     | 0                     | -                              | -                              | -                              | 27    | 1     |
| 1991                  | Dynamo Moscou         | D1                    | 14          | 0           | 1                     | 0                     | C3                             | 4                              | 0                              | 19    | 0     |
| 1992                  | Dynamo Moscou         | D1                    | 23          | 3           | 4                     | 0                     | C3                             | 6                              | 2                              | 33    | 5     |
| 1993                  | Dynamo Moscou         | D1                    | 7           | 1           | 1                     | 1                     | -                              | -                              | -                              | 8     | 2     |
| 1994                  | Dynamo Moscou         | D1                    | -           | -           | -                     | -                     | -                              | -                              | -                              | 0     | 0     |
| Sous-total            | Sous-total            | Sous-total            | 130         | 5           | 25                    | 1                     | -                              | 14                             | 2                              | 169   | 8     |
| 1998                  | Metallourg Lipetsk    | D2                    | 9           | 0           | -                     | -                     | -                              | -                              | -                              | 9     | 0     |
| 1998                  | Spartak Riazan        | D3                    | 18          | 0           | -                     | -                     | -                              | -                              | -                              | 18    | 0     |
| Sous-total            | Sous-total            | Sous-total            | 27          | 0           | -                     | -                     | -                              | -                              | -                              | 27    | 0     |
| Total sur la carrière | Total sur la carrière | Total sur la carrière | 219         | 8           | 27                    | 1                     | -                              | 14                             | 2                              | 260   | 11    |

## Palmarès
- Médaille d'or aux Jeux olympiques d'été de 1988